# Coelinius hydrelliae
Coelinius hydrelliae är en stekelart som beskrevs av Johann Heinrich Carl Kawall 1867. Coelinius hydrelliae ingår i släktet Coelinius och familjen bracksteklar. Inga underarter finns listade i Catalogue of Life.